# Tony Ramos
Tony Ramos, nome artistico di Antonio de Carvalho Barbosa (Arapongas, 25 agosto 1948), è un attore e conduttore televisivo brasiliano.

## Biografia
Nato nel Paranà, Tony Ramos si è trasferito a San Paolo durante l'adolescenza. Nella metropoli brasiliana si è poi iscritto al corso di laurea in Filosofia, senza però completarlo, e a una scuola di teatro; a 16 anni aveva però già ottenuto un ruolo in un musical. Il 1964 è stato l'anno del suo debutto sul piccolo schermo, a Tv Tupi, in un programma ideato per il lancio di volti nuovi. Tony Ramos ha lavorato dodici anni per quest'emittente, interpretando soprattutto telenovelas; dapprima ruoli di contorno, poi dal 1970 anche da protagonista.
Nel 1977 Tony Ramos è passato alla Rede Globo di Rio, e qui la sua popolarità si è consolidata; ha interpretato il ruolo del giovane e ricco Marcio nella telenovela Magia. Successivamente Tony ha lavorato in molte telenovelas di Rede Globo, svolgendo quasi sempre parti principali. Tra le altre serie brasiliane che sono arrivate in Italia, lo si ricorda come protagonista in Samba d'amore  al fianco di Sônia Braga, e in Destini, dove ha interpretato i due gemelli attorno ai quali si snoda la trama. Nel 1986 partecipa alla telenovela Giungla di cemento.
Tony Ramos si è dedicato anche al teatro (un'ottantina i ruoli sostenuti), e in misura minore al grande schermo, con interpretazioni che comunque sono state acclamate dalla critica, e che in qualche caso gli hanno anche fatto vincere importanti riconoscimenti. Nel 2005 ha ottenuto il Troféu Mário Lago.

## Vita privata
Sposato dal 1969 con Lidiane Barbosa, Tony Ramos ha due figli; un maschio, Rodrigo, e una femmina, Andrea.

## Filmografia

### Televisione
- A Outra (1965)
- O Amor Tem Cara de Mulher (1966)
- Os Rebeldes (1967)
- Os Amores de Bob (1968)
- Antônio Maria (1968)
- Nino, o Italianinho (1969)
- Simplesmente Maria (1970)
- As Bruxas (1970)
- Hospital (1971)
- A Revolta dos Anjos (1972)
- Na Idade do Lobo (1972)
- Vitória Bonelli (1972)
- Rosa dos Ventos (1973)
- Ídolo de Pano (1974)
- Os Inocentes (1974)
- A Viagem (1975)
- O Julgamento (1976)
- Espelho Mágico (1977)
- Magia (O Astro) (1977)
- Caso Especial (episodio: "O Caminho das Pedras Verdes") (1978)
- Pai Herói (1979)
- Samba d'amore (Chega mais) (1980)
- Destini (Baila Comigo) (1981)
- Elas por Elas (1982)
- Sol de Verão (1982)
- Champagne (1983)
- Livre para Voar (1984)
- Diadorim (Grande Sertão: Veredas) (1985)
- Giungla di cemento (Selva de Pedra) (1986)
- O Primo Basílio (1988)
- Bebê a Bordo (1988)
- Matrimonio a rischio (Boca do Lixo) (1990)
- Rainha da Sucata (1990)
- O Sorriso do Lagarto (1991)
- Felicità (Felicidade) (1991)
- Olho no Olho (1993)
- O Mapa da Mina (1993)
- A Próxima Vítima (1995)
- Não Fuja da Raia (1995)
- Anjo de Mim (1996)
- A Vida como Ela É (1996)
- Mundo VIP (1997)
- Você Decide (episodio: "Desencontro") (1998)
- Torre di Babele (Torre de Babel) (1998)
- Sai de Baixo (Romanzo della vita privata) (1999)
- Laços de Família (2000)
- Sítio do Pica Pau Amarelo (episodio:" A Festa da Cuca") (2001)
- As Filhas da Mãe (2001)
- O clone (2002)
- Mulheres Apaixonadas (2003)
- Cabocla (2004)
- Mad Maria (2005)
- Belíssima (2005)
- Paraíso Tropical (2007)
- Duas caras (2007)
- Faça Sua História, Robauto S.A. (2008)
- Caminho das Índias (2009)
- Episódio Especial (2010)
- Passione (2010)
- Chico Xavier (2011)
- Avenida Brasil (partecipazione speciale) (2012)
- Guerra dos sexos (2012)
- A Regra do Jogo (2015)
- Terra e Paixão (2023)

### Cinema
- O Pequeno Mundo de Marcos (1968)
- Diabólicos Herdeiros (1971)
- Ninguém Segura Essas Mulheres (1976)
- Noites do Sertão (1984)
- Leila Diniz (1987)
- Minas-Texas (1989)
- O Noviço Rebelde (1997)
- Pequeno Dicionário Amoroso (1997)
- A Partilha (2001)
- Bufo & Spallanzani (2001)
- Era Uma Vez... no Brasil (2002)
- Se Eu Fosse Você (2006)
- Se Eu Fosse Você 2 (2008)
- Tempos de Paz (2009)
- Chico Xavier (2010)
- Getúlio (2014)
- Quase Memória (2016)
- Chocante (2017)
- 45 do Segundo Tempo (2021)

## Conduzioni TV
- Ano Internacional da Criança (1976)
- Show do Mês (1981)
- Caso Verdade (1982)
- Você Decide (1993 e 1996)

## Doppiatori italiani
- Gianfranco Gamba in Magia
- Piero Tiberi in Samba d'amore
- Massimo Rinaldi in Destini (João Victor)
- Tonino Accolla in Destini (Quinzinho)
- Toni Orlandi in Diadorim
- Luca Semeraro in Felicità
- Mimmo Maugeri in Torre di Babele